# Piripá
Piripá is een gemeente in de Braziliaanse deelstaat Bahia. De gemeente telt 13.325 inwoners (schatting 2009).

## Aangrenzende gemeenten
De gemeente grenst aan Cordeiros, Presidente Jânio Quadros, Tremedal en Ninheira (MG).